# World of Warcraft: The Burning Crusade
World of Warcraft: The Burning Crusade (soms afgekort als TBC) is de eerste uitbreiding op de populaire MMORPG World of Warcraft. Dit spel kwam op 16 januari 2007 uit in Europa en Noord-Amerika.
Op 28 juni 2011 heeft Blizzard voor alle gebruikers die deze uitbreiding nog niet hadden of voor nieuwe spelers die het originele spel hadden gekocht het spel gratis uitgegeven voor de upgrade.

## Plot en inhoud
Het verhaal gaat over de terugkeer van Illidan the Betrayer en zijn leger The Burning Legion. Het heeft erg veel te maken met wat er is gebeurd in Warcraft III: Reign of Chaos. Nadat Illidan Stormrage water van de Well of Eternity dronk werd hij vervuld van kwaad en waanzin. Hij werd verbannen vanuit Azeroth en Lady Vashj ging mee samen met Kael'thas Sunstrider, omdat zijn blood elves meer magie wilden en Illidan het hem had beloofd. Outland werd hun nieuwe wereld maar was al volledig verwoest sinds Ner'zhul te veel portals maakte, waardoor Draenor explodeerde en een stuk continent in het universum zweeft, Outland. Toen ze daar arriveerden benoemde Illidan zich tot "Lord of Outland" en Vashj en Kael'thas als zijn topluitenants. Illidan verzocht aan de Blood Elves om naar Outland (Draenor) te komen en hem te dienen, als betaling gaf hij nieuwe en verbeterde technieken van magie van de lokale demons. Hij sloot alle portals waaronderThe Dark Portal en wilde Magtheridon verslaan en dat lukte hem en hij werd opgesloten. Voordat Illidan in Outland terechtkwam beval Kil'Jaeden, luitenant van de titan Sargeras The Frozen Throne te vernietigen omdat Ner'zhul meer macht kreeg. In Outland kwam Illidan met zijn 2 luitenants Kil'Jaeden tegen en beval hem alweer The Frozen Throne te vernietigen. Illidan had een race met Arthas maar ze kruisten elkaars pad en Illidan raakte gewond. Zijn officieren brachten Illidan terug naar Outland. Illidan faalde alweer bij Kil'Jaeden en maakte een leger gereed om hem te bestrijden. Dark Lord Kazzak heeft The Dark Portal na 4 jaar terug kunnen openen en de bewoners van Azeroth zagen wat Illidan heeft gedaan in Outland. Illidan werd verbannen als slaaf van Kil'Jaeden en de blood elf Kael'thas Sunstrider is nu dienaar van Kil'Jaeden.
Sinds de orks in Draenor (nu Outland) het bloed van Mannoroth dronken is de profeet Velen met zijn vluchtelingen weggegaan met zijn schip The Exodar. Ze stortten later neer op een eiland ten noordwesten van Kalimdor. Nu The Dark Portal weer open was wilde Velen samen met de Alliance onderzoeken wat er gaande was en het kwaad van Illidan bestrijden. Ook de Blood Elves waren bedrogen in Azeroth en zochten hulp bij de Horde, ze werden hartelijk verwelkomd door Thrall. Samen gingen ze Outland binnen en bestreden Illidan in Outland om het land terug aan de Dranei en orks te geven.

### Outland

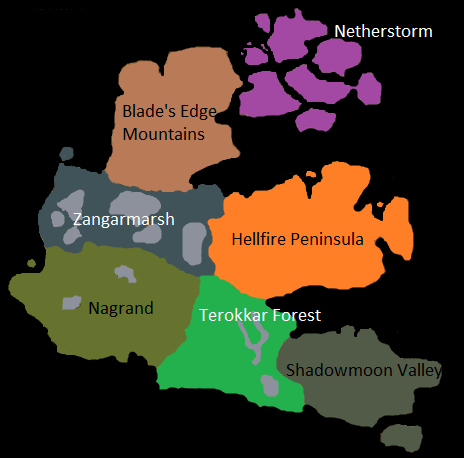
Outland in World of Warcraft: The Burning Crusade. Het zwarte gedeelte is Nether ook wel het universum.

Outland is gecreëerd toen Draenor onder het vuur lag van een aanval via "The Dark Portal" door de Alliance om de orks die Azeroth aanvielen voor altijd te vernietigen. De tovenaar "Ner'Zhul" hielp verschillende Orks op Draenor om via portals naar andere werelden te vluchten. Maar door de aanwezigheid van zoveel portals op Draenor brak de planeet in stukken waardoor een deel verloren ging in de "Nether". Door deze vernietiging ging veel leven verloren. Druids hebben ervoor gezorgd dan veel leven op de planeet terugkwam zodat het geen woestijn bleef.
Outland bestaat uit zes verschillende landen die de vernietiging van Draenor hebben overleefd: Netherstorm, Blade's Edge Mountains, Zangarmarsh, Nagrand, Terokkar Forest, Shadowmoon Valley en Hellfire Peninsula. Zowel voor de Horde als voor de Alliance starten beide facties in Hellfire Peninsula, waarna ze hun eigen weg kunnen kiezen.

## Gameplay

### Blood Elves
De Blood Elves (Bloedelfen) zijn het nieuwe speelbare ras in de Horde. Ooit stonden ze bekend als de High Elves (Hoge Elfen), en leefden ze in harmonie met de Alliance en het andere Elfenras, de Night Elves (Nachtelfen). Duizenden jaren voor de eerste grote oorlog, werd de Burning Legion, een leger van demonen, uit op vernietiging van al dat leeft, aangetrokken tot de grote bronnen Arcane-magieën en -energieën die gebruikt werden door zowel de High Elves als de Night Elves. The Burning Legion werd verslagen, en de Night Elves trokken zich terug, zichzelf afsnijdend van de magie. De High Elves echter, bleven geobsedeerd en gebonden aan de energie- en magiebronnen, en bleven op onnatuurlijke wijze hun lust naar magie voeden. Dit leidde uiteindelijk tot de val van hun rijk, en het grootste deel van de bevolking. Verbannen uit de Alliance en bijna volledig uitgemoord, hernoemden ze zichzelf Blood Elves, uit respect voor alle gesneuvelden. Door de Alliance verstoten wegens samenwerking met de Naga, zoeken de overgebleven Blood Elves in Azeroth wanhopig hulp bij de Horde. Nu leven ze op demonische energie, dat aan de Blood Elves gegeven werd door Illidan, met hulp van de Naga.

### Draenei
De Draenei ("exiled ones" genoemd in de gewone wereld) zijn van origine van de Eredar en hebben een lange geschiedenis van ongeveer een paar duizenden jaren. 25,000 jaar geleden heeft de donkere titan Sargeras de drie Eredar leiders, Archimonde, Kil'jaeden en Velen, aangesproken en hen onbekende macht (magie) beloofd voor hun loyaliteit. De profeet Velen zag in de toekomst de vernietiging die door Sargeras kon gebeuren en vluchten samen met diegene die hem geloofde naar hun thuisland van de Naaru. Kil'jaeden en Archimonde geloofde in Sargeras macht en sterkte. Na het vliegen van de ene wereld naar de andere kwam Velen met zijn vluchtelingen terecht op Draenor, gekend als Outland vandaag, waar ze een ijle band hadden met de Orks. De Orks begonnen Kil'jaeden te volgen als dienaar en gebruikte magie tegen de Dranei voor totale uitroeiing. De weinigen die het overleefden zijn weer gevlucht met hun schip The Exodar en stortten neer op een eiland, ten noordwesten van Kalimdor, in een onbekende wereld. Zij werden hartelijk verwelkomd door de Alliance voor hun geloof in het licht.

### Gebieden
Outland is een stuk continent dat is afgebroken van zijn oorspronkelijke wereld, Draenor. Outland zweeft ergens in The Nether waar het kwaad van Illidan zich voort blijft groeien. De gebieden waar een speler kan komen en levelen zijn Hellfire Peninsula, Zangarmarsh, Terokkar Forest, Nagrand, Blade's Edge Mountains, Netherstorm en Shadowmoon Valley. De basis van Illidan is Shadowmoon Valley waar ook de raid Black temple is gelokaliseerd.
Gebieden binnen Azeroth:
- Quel'Thalas: Is een gebied waar de High Elves heen zijn gevlucht en daar hebben voortgeleefd. Toen men in contact kwam met de trollen van Zul'Aman raakten ze in oorlog met hen. Het gebied is gelegen ten noorden van Eastern Plaguelands (Het noorden van Eastern Kingdoms) en wordt gesplitst in 2 delen. Eversong Woods (voor level 1 tot 10) met de hoofdstad Silvermoon en The Ghostlands (voor level 11-20).
- (Mount) Hyjal: Het gebied is gelokaliseerd in het noorden van Kalimdor ten oosten van Felwood en ten westen van Azshara. Op de berg Hyjal staat de World Tree waar de Elves (de eerste bewoners van Azeroth) jaren leefden. Daar is in Warcraft III: Reign of Chaos Archimonde verslagen. De nieuwe raid The Battle for Mount Hyjal toont het gevecht tegen hem aan. Het is alleen toegankelijk via een portal in Caverns of Time. Het land werd wel toegankelijk met de uitgave van Cataclysm.
- Bloodmyst- en Azuremyst Isles: Is een gebied ten noordwesten van Kalimdor. Daar is het schip Exodar, dat door de Dranei is gestolen, neergestort.
- Isle of Quel'Danas: Dit gebied is de thuisbasis van de Prins van de Blood Elves, Kael'thas Sunstrider. Nadat hij voor Illidan heeft gevochten zijn de Elves niet meer in hem geïnteresseerd. De prins is daar bezig de Burning Legion meester Kil'Jaeden op te roepen.

### Heroic Dungeons & Raids
De The burning Crusade kondigt een nieuw systeem aan voor Dungeons. Heroic Dungeons zijn Dungeons die moeilijker zijn om te de bazen te verslaan.
De nieuwe 5 man instances kennen twee niveaus:
- Normal (normaal): dit is de instance met standaard loot, en kunnen door alle levels gedaan worden
- Heroic (heldhaftig): zijn bedoeld voor level 70 spelers. Zoals de naam al aangeeft is dit een moeilijke variant van de normale instance. De basis blijft de normale instance, maar dan worden alle wezens een stukje sterker gemaakt, en de bazen krijgen er soms zelfs nieuwe aanvallen of trucjes bij.

Het voordeel van een instance op Heroic spelen is dat er meestal betere spullen verzameld kunnen worden. En elke baas geeft na verslagen te zijn ook een speciale badge (Badge of Justice) die later in te wisselen is voor nog betere spullen.

### Player vs. Player
De Burning Crusade heeft verschillende veranderingen meegebracht voor PvP. Een van de nieuwe dingen is een Arena systeem waarin spelers, onafhankelijk van hun guilds, groepjes kunnen vormen waarmee ze zullen strijden tegen andere groepjes. Het honor-systeem (eer-systeem) is voor de arena door een puntensysteem vervangen. Als je van andere spelers wint verzamel je punten en deze kun je spenderen in een winkel voor wapens en bepantsering. Er is ook een nieuwe battleground: "Eye of the storm".
Arena werkt als volgt, er zijn 3 soorten Arena's waar je jezelf voor kan opgeven.
- 2vs2 (Dit kan maximaal 2 spelers bevatten per team en wordt gespeeld met maximaal 4 spelers.)
- 3vs3 (Dit kan maximaal 3 members bevatten per team en wordt gespeeld met maximaal 6 spelers.)
- 5vs5 (Dit kan maximaal 5 members bevatten per team en wordt gespeeld met maximaal 10 spelers.)

Als je met je team met een Arena Queue Goblin praat, kun je je team in de Rated of Skirmish playstyle zetten. Skirmish is oefenen en Rated telt echt voor punten.
Zodra een Rated team gemaakt is bij een arena organisator (Die te vinden is in Nagrand) is die rating standaard 1500. Naarmate je wint, wordt je rating hoger, en kom je dus alleen maar teams tegen van jouw eigen rating of 100 à 200 groter of kleiner dan jouw eigen rating. Hierdoor wordt het winnen een stuk moeilijker naarmate je hoger komt. Blizzard heeft voor dit Arena rated gekozen omdat ze hebben besloten dat Skills > No life wat betekent: Mensen die goed zijn in WoW moeten betere gear krijgen dan mensen die geen leven hebben.
Dit no life was WoW's eerste honor-systeem dat voor TBC (The Burning Crusade) beschikbaar was.
| Nr. | Titel                                       | Lengte |
| --- | ------------------------------------------- | ------ |
| 01  | The Burning Legion (Main Title)             | 3:58   |
| 02  | Shards of the Exodar                        | 4:38   |
| 03  | The Sin'dorei                               | 6:39   |
| 04  | The Dark Portal (Cinematic Intro)           | 2:57   |
| 05  | Origins                                     | 4:23   |
| 06  | Bloodmyst                                   | 4:16   |
| 07  | Wastelands                                  | 4:13   |
| 08  | Caverns of Time: The Battle of Mount Hyjal  | 2:30   |
| 09  | Azuremyst Isle                              | 2:42   |
| 10  | Silvermoon City                             | 2:11   |
| 11  | Netherstorm                                 | 4:20   |
| 12  | Caverns of Time: The Escape from Durnholde  | 4:28   |
| 13  | Outland Suite                               | 2:44   |
| 14  | The Tower of Karazhan                       | 4:15   |
| 15  | Illidan                                     | 3:10   |
| 16  | Caverns of Time: Opening of the Dark Portal | 2:37   |
| 17  | Hellfire                                    | 1:59   |
| 18  | The Gates of Ahn'Qiraj                      | 4:00   |
| 19  | Shadow of the Necropolis                    | 4:22   |
| 20  | Taverns                                     | 4:26   |
| 21  | Lament of the Highborne                     | 2:57   |

## Ontwikkeling
Blizzard heeft een hoop fouten gehad en ontdekt tijdens distributie van World of Warcraft: The Burning Crusade in Europa. Een fout was bijvoorbeeld het falen van de in-game prijzen van de Collector's Editie. Spelers moesten een bewijs van aankoop doorsturen naar Blizzard via post of mail om zo in-game hun prijzen te ontvangen. Door deze fouten heeft Blizzard alle spelers (en om zo andere spelers te overtuigen hun bewijs door te sturen) een extra in-game pet moeten toesturen die nergens anders verkrijgbaar is.